# بينيت وولف
بينيت وولف هو لاعب هوكي الجليد كندي، ولد في 23 أكتوبر 1959.

## وصلات خارجية
- بينيت وولف على موقع دوري الهوكي الوطني (الإنجليزية)
- بينيت وولف على موقع EliteProspects.com (الإنجليزية)
- بينيت وولف على موقع HockeyDB.com (الإنجليزية)
- بينيت وولف على موقع Hockey-Reference.com (الإنجليزية)